# Ian Ruff
Ian Ruff, född den 16 december 1946, är en australisk seglare.
Han tog OS-brons i 470 i samband med de olympiska seglingstävlingarna 1976 i Montréal.